# Hylettus viridis
Hylettus viridis är en skalbaggsart som beskrevs av Monné 1998. Hylettus viridis ingår i släktet Hylettus och familjen långhorningar. Inga underarter finns listade i Catalogue of Life.